# Liebe geht durch alle Zeiten
Liebe geht durch alle Zeiten (auch Edelstein-Trilogie genannt) ist eine Fantasy-Trilogie der deutschen Autorin Kerstin Gier, die von 2009 bis 2010 im Arena Verlag erschien. Die Trilogie umfasst die Bücher Rubinrot, Saphirblau und Smaragdgrün.

## Handlung

### Rubinrot
Erschienen: Januar 2009

Rubinrot handelt von der Familie der 16-jährigen Gwendolyn Shepherd, die dank eines Gens die besondere Fähigkeit hat, in die Vergangenheit zu reisen. Als nächste Genträgerin wird eigentlich Gwendolyns Cousine Charlotte vermutet, die jahrelang auf diese Rolle vorbereitet wurde. Da aber Gwendolyn entgegen den Erwartungen in die Vergangenheit „springt“, übernimmt sie den für Charlotte vorgesehenen Platz in der „Loge des Grafen von Saint Germain“, einer Geheimorganisation für Zeitreisen, wo sie auf ihre bevorstehenden Aufgaben vorbereitet werden soll. Doch Gwendolyn fügt sich dort nur mühsam ein. Außerdem belasten sie die Anfeindungen Charlottes und ihrer Tante, da Gwendolyn ihrer Meinung nach Charlotte ihre Lebensaufgabe weggenommen hat. Ein weiterer Zeitreisender und ihr Partner ist Gideon de Villiers, der ihr das Leben ebenfalls schwer macht. Gwendolyn und Gideon erhalten von den Wächtern die Aufgabe, das Blut aller anderen zehn Zeitreisenden zu sammeln, um es in eine als Chronograf bezeichnete Apparatur einzulesen. Darüber, was passiert, sobald alle Blutproben in den Chronografen eingelesen wurden, werden beide im Unklaren gelassen. Allerdings stellt sich heraus, dass die Zeitreisenden ihrer Vorgänger-Generation, Lucy und Paul, einen ersten Chronografen mit einem fast vollständigen Satz an Blutproben gestohlen haben und untergetaucht sind. Ihre Motive dafür sind aber unklar. Die Mitglieder der Loge des Grafen von Saint Germain sind davon überzeugt, dass Lucy und Paul den Chronografen für sich alleine möchten, da in den Geheimschriften des Grafen von Saint Germain beschrieben wird, dass derjenige, der den Chronografen mit allen zwölf Blutproben besitzt, große Macht erhält. Gwendolyn hat die zusätzliche Gabe, Geister und Dämonen zu sehen.

### Saphirblau
Erschienen: 5. Januar 2010

Saphirblau knüpft direkt an Rubinrot an. Gwendolyn und Gideon suchen gemeinsam Lucy und Paul, die einen der beiden Chronografen gestohlen haben, um ihr Blut in den neuen Chronografen einzulesen. Damit wäre der Blutkreislauf komplett. Zusätzlich muss Gwendolyn diverse Umgangsformen des 18. Jahrhunderts lernen, da sie zusammen mit Gideon auf eine Soirée gehen muss, um den Grafen von Saint Germain besser kennenzulernen. Dieser war einer der zwölf Zeitreisenden und Gründer der Geheimloge der Wächter, außerdem entdeckte er den Nutzen des Chronografen. Als Gwendolyn bei einer Reise in die Vergangenheit zufällig ihren in der Gegenwart bereits toten Großvater Lucas Montrose trifft, der Mitte des 20. Jahrhunderts ein junger Mann war, versucht sie, mit ihm das Rätsel um den Chronografen zu lösen. Gwendolyn beginnt verstärkt, an der Loge zu zweifeln und fragt sich, ob die Ansichten von Lucy und Paul wirklich so falsch sind, wie alle behaupten – immerhin sagt Gwendolyns eigene Mutter, dass Lucy und Paul den Blutkreis gar nicht vervollständigen und dessen Macht für sich nutzen wollen, sondern nur geflohen seien, um dies zu verhindern.
Gwens Beziehung zu Gideon wird zunehmend komplizierter und ist von Misstrauen, Geheimnissen und Eifersucht geprägt, bis Gideon Gwendolyn auf dem Weg zu einem erneuten Treffen mit dem Grafen von Saint Germain seine Liebe erklärt. Der Graf erzählt ihr allerdings, dass er Gideon geraten habe, seine Zeitreisepartnerin dazu zu bringen, sich in ihn zu verlieben. Als Gwendolyn nach diesem Treffen wieder auf Gideon trifft, fragt sie ihn, ob er tatsächlich geplant habe, dass sie sich in ihn verliebt und er bejaht die Frage, woraufhin Gwendolyn in tiefen Liebeskummer stürzt.

### Smaragdgrün
Erschienen: 8. Dezember 2010
Smaragdgrün knüpft an den zweiten Band an. Gemeinsam mit ihren Freunden findet Gwendolyn den gestohlenen Chronografen von Lucy und Paul in einer Wand ihres Hauses in der Gegenwart. Während eines Balls in der Vergangenheit entgeht Gwendolyn nur knapp dem Tode, und Gideon gesteht ihr seine Liebe. Er war fest davon überzeugt, dass sie tot sei, weil ein Degen ihre Aorta (Hauptschlagader) durchstochen hatte. Gideon stellt Nachforschungen an. Als er Gwendolyn noch am selben Tag besucht, erklärt er ihr, sie sei unsterblich, und niemand sei dazu in der Lage, sie zu töten. Der einzige Weg, auf dem sie sterben würde, wäre ein Selbstmord. Außerdem erfährt sie bei den Wächtern, dass Lucy und Paul ihre tatsächlichen Eltern sind, die Gwendolyn in die Obhut von Gwendolyns rechtlichen Eltern (Grace und Nikolas Shepherd) gegeben haben, um sie vor dem Grafen von Saint Germain und der Loge der Wächter zu schützen. Gwendolyn und Gideon reisen darauf in die Vergangenheit, um mit ihnen einen Plan gegen den Grafen von Saint Germain zu schmieden, der die Macht des geschlossenen Blutkreislaufs im Chronografen sowie Gwendolyn für sich nutzen will. Sobald nämlich der Blutkreislauf im Chronografen geschlossen wird, erhält man den Stein der Weisen, der Unsterblichkeit verleiht. Diesen möchte der Graf für sich nutzen. Es stellt sich heraus, dass der Graf den Stein der Weisen in der Vergangenheit tatsächlich bekommen und eingenommen hat, wodurch er bereits unsterblich und somit in Gwendolyns Umfeld präsent ist. Um seine Unsterblichkeit zu vervollständigen, muss Gwendolyn laut einer Prophezeiung allerdings sterben. So verabreicht ihr der Graf auf dem Höhepunkt der Geschichte ein Gift, doch als das nichts hilft, droh er ihr mit der Ermordung Gideons, wenn sie sich nicht selbst umbringen würde.
Es stellt sich heraus, dass ihr Lehrer für Geschichte und Englisch, Mr. Whitman, der Graf von Saint Germain ist. In der finalen Auseinandersetzung zwischen Gwendolyn und dem Grafen erschießt letzterer Gideon, um Gwendolyn endgültig in den Selbstmord zu treiben. Doch Gideon hat zuvor von Lucy und Paul das Unsterblichkeitspulver des anderen Chronografen verabreicht bekommen, sodass er überlebt. Der Graf wird schließlich von Dr. White, dem Arzt der Wächterloge, niedergeschlagen und gefangen genommen. Am Ende sind Gideon und Gwendolyn beide unsterblich und glücklich verliebt. Im Epilog bleibt die Frage offen, ob Mr. Bernhard, der Butler von Gwendolyns Familie, mit ihr verwandt ist, da Lucy und Paul von ihrer Haushälterin als Mr. und Mrs. Bernhard angesprochen werden. Da Lucy und Paul allerdings schon 1919 ein zweites Kind erwarten, ist es unwahrscheinlich, dass er ihr Bruder ist, er wäre sonst zur Zeit der Romanhandlung 92 Jahre alt, er wird jedoch als etwa im gleichen Alter wie Lucas Montrose oder Tante Maddy beschrieben. Kerstin Gier hat allerdings persönlich bestätigt, dass er ein Neffe von Gwendolyn ist. Das würde vom Alter her auch besser passen, da Mr. Bernhard vermutlich Ende 60 ist und sein Vater, also das zweite Kind von Lucy und Paul, mit etwa 25 Jahren Nachwuchs bekommen haben kann.

### Fehler und Ungenauigkeiten
Die Zeitlinien sind teilweise nicht synchron. So wird die Erlösung von Schulgeist James erst rückwirkend wirksam, nachdem er von Gwendolyn gewarnt worden ist. Der Graf ist dagegen schon unsterblich, bevor er (nach der chronologischen Buchhandlung) das Pulver bekam. Allerdings ist er laut Autorin auch ein Sonderfall. Zudem könnten diese „Ungenauigkeiten“ auch Zeitparadoxa darstellen – im Falle von James zum Beispiel die Tatsache, dass er Gwen zunächst in der Zukunft als Geist kennenlernen und ihr von seiner Pockenerkrankung erzählen muss. Erst durch diese Information zieht Gwen den Schluss, dass er an den Pocken gestorben ist, und kann ihn somit in der Vergangenheit retten.

## Figuren

### Familie Montrose
Gwendolyn Sophie Elizabeth Shepherd
Gwendolyn ist 16 Jahre alt, hat glattes schwarzes Haar, blasse Haut, blaue Augen und ein halbmondförmiges Muttermal an der Schläfe. Geboren wurde sie am 7. Oktober 1994. Da ihre „Mutter“ (Großtante Grace) jedoch angab, Gwen sei am 8. Oktober geboren, wurde sie als Trägerin des Zeitreisegens nicht in Betracht gezogen und so auch nie auf die Zeitreisen vorbereitet. Gwendolyn besitzt die Magie des Raben, mit der laut der Prophezeiung der 12. Zeitreisende ausgestattet ist. Dadurch kann sie Geister (z. B. James, Robert) und Dämonen (z. B. Xemerius) sehen. Ihr ist der Rubin zugeteilt.
Gwendolyns biologische Eltern sind Lucy Montrose und Paul de Villiers, weshalb sie auch unsterblich ist, denn Lucy und Paul sind beide Zeitreisende. Gwendolyns beste Freundin ist Leslie Hay, die ihr in allen Lebenslagen hilft. Im Laufe der Geschichte verliebt sich Gwendolyn außerdem in Gideon.
Charlotte Montrose
Charlotte ist Gwendolyns Cousine (Großcousine) und ebenfalls am 7. Oktober 1994 geboren. Sie hat leuchtend rotes, lockiges Haar, ist groß, schlank und sehr hübsch, aber auch sehr eingebildet. Charlotte wurde ihr ganzes Leben auf Zeitreisen vorbereitet, deswegen ist sie wütend auf Gwendolyn, da diese nun das Zeitreise-Gen hat. Auch will sie nicht, dass Gwen und Gideon sich nahekommen, denn sie selbst hegt Gefühle für den Zeitreisenden. In der Schule ist sie sehr gut. Ihre Gefühle verbirgt sie meist hinter einem „Mona-Lisa-Lächeln“.
Grace Shepherd
Grace ist angeblich Gwens Mutter. Sie arbeitet als Verwaltungsangestellte im Bartholemew’s Hospital. Sie hat leuchtend rotes, gelocktes Haar und ist über 40 Jahre alt. Grace war mit Gwendolyns Onkel Falk de Villiers zusammen. Grace ist die Tante von Lucy und Gwendolyns Großtante. Sie hatte Lucy und Paul geholfen zu fliehen und hat in deren Auftrag Gwendolyn großgezogen.
Nick Shepherd
Nick ist Gwens jüngerer Bruder (Großcousin) und 12 Jahre alt. Wie seine Mutter hat er leuchtend rotes, gelocktes Haar. Er ist einer der wenigen, die Gwen glauben, dass sie Geister sehen kann.
Caroline Shepherd
Caroline ist die kleine Schwester von Nick und Gwen (Großcousine) und ist 9 Jahre alt. Auch sie hat leuchtend rotes, gelocktes Haar. Caroline ist sehr sensibel und mag Tiere sehr gern. Außerdem ist sie die Besitzerin eines echt Vintage Häkelschweins namens Margaret. Sie kommt in den Filmen allerdings nicht vor.
Lady Arista Montrose
Lady Arista ist die Mutter von Grace, Glenda und Harry. Sie ist Gwens Großmutter (Urgroßmutter). Sie hat weißes, ehemals rotes, gelocktes Haar und ist sehr vornehm und kühl. Lady Arista ist die Ehefrau des verstorbenen Lord Lucas Montrose.
Glenda Montrose
Glenda ist Charlottes Mutter, Grace’ Schwester und Gwens Tante (Großtante). Von ihrem Mann Charles ist sie geschieden. Sie gibt jedem zu verstehen, dass Charlotte etwas Besonderes sei. Auch sie hat leuchtend rotes, gelocktes Haar und ist groß und schlank. Glenda ist arrogant und überheblich.
Madeleine Montrose
Maddy ist die Schwester des verstorbenen Lord Lucas Montrose und somit Gwens Großtante (Urgroßtante). Sie ist ledig, rundlich und klein, hat blaue Augen und goldblond gefärbtes Haar. Sie hat Visionen und wird von ihrer Familie für leicht verrückt gehalten. Sie hilft ihrer Nichte Gwendolyn in vielen Situationen und ist immer für sie da. Maddy hat eine große Vorliebe für Zitronenbonbons.

### Wächter
Gideon de Villiers
Gideon wurde 1992 geboren und ist 18 Jahre alt. Er hat grüne Augen und schulterlanges, braunes, lockiges Haar. Gideon ist die 11. Person, die das Zeitreise-Gen in sich trägt und steht für den Diamanten. Bevor er durch die Zeit reiste, spielte er erfolgreich in der Polomannschaft des Greenwicher Vincent-Internats als Mannschaftskapitän. Auch Fechten gehört zu einem seiner einwandfrei ausgeübten Talente. Das zeigt sich im letzten Band, als Gideon gegen einen Beauftragten von Saint Germain kämpft, als Gwendolyn von dem Feind anscheinend ermordet wurde. Musikalisch ist er auch, er spielt Violine und Klavier. Er studiert Medizin an der Universität von London und hat eine eigene Wohnung in Chelsea. Er wohnt allein dort, weil seine Mutter mit ihrem neuen Ehemann und seinem Bruder Raphael nach Frankreich gezogen ist. Da er sein ganzes Leben auf Zeitreisen vorbereitet worden war, konnte er kein normales Leben führen und hat sich Vorurteile gegenüber Nichtzeitreisenden zugelegt. Er ist anfangs sehr arrogant und gemein gegenüber Gwendolyn, doch später verliebt er sich in sie und sie werden ein Paar.
Falk de Villiers
Falk ist ein entfernter Verwandter von Gideon und Großmeister der Geheimloge. Er hat bernsteinfarbene Augen und war kurze Zeit mit Grace zusammen. Er ist der Bruder von Paul de Villiers.
Mr. Thomas George
Mr. George ist ein 76 Jahre alter Wächter. Er begann seine Karriere bei den Wächtern als Sekretär bei Lucas Montrose. Mr. George ist kahlköpfig, rundlich, klein und sehr freundlich, vor allem zu Gwendolyn. Er glaubt ihr auch sofort, dass sie Verstorbene sehen kann.
Dr. Jacob White
Dr. White ist Arzt bei den Wächtern, er hatte einen Sohn namens Robert, der mit sieben Jahren ertrank und dessen Geist ihn stets begleitet. Dr. White ist sehr mürrisch und misstrauisch. Doch er hilft Gwendolyn auch in einer verklemmten Situation. Auch dies kann man im letzten Teil sehen. Als Mr. Whitman Gwendolyn dazu zwingen wollte, sich selbst zu ermorden, indem er augenscheinlich Gideon tötete, wollte Gwen sich selbst töten. Aber Dr. White lag mit im Zimmer, bewusstlos, aber im richtigen Moment ist er aufgewacht und hat den Grafen erschlagen können. So rettete er Gwens und Gideons Leben und Liebe.
Leopold Marley
Mr. Marley ist ein Adept im Hauptquartier der Wächter. Er hat rote Haare und ist sehr penibel, was Regeln angeht. Er fängt oft an zu stottern und wird schnell rot. Außerdem ist er ein entfernter Verwandter von Rakoczy, dem Seelenbruder des Grafen von Saint Germain.
Mr. William Whitman
Mr. Whitman ist Gwens, Leslies und Charlottes gut-aussehender Geschichtslehrer und einer der Wächter. Er wird von vielen Schülerinnen als Prince Charming angehimmelt, Gwen und Leslie vergleichen ihn wegen seiner großen braunen Augen gern mit einem Eichhörnchen. Er trägt einen Siegelring (darauf ist ein Stern mit zwölf Zacken), der ihn als Mitglied der Wächter auszeichnet. In Wahrheit ist er allerdings der Graf von Saint Germain, der durch die Vollendung des Blutkreises in der Vergangenheit unsterblich geworden ist.
Madame Rossini
Madame Rossini ist die Schneiderin bei den Wächtern. Sie ist Französin und spricht mit starkem französischem Akzent. Sie ist sehr nett und bezeichnet Gwen gerne als „Schwanen’älschen“. Charlotte nennt sie einen „'unger’aken“. Sie leiht Gideon und Gwen auch Kostüme für einen heimlichen Ausflug in die Vergangenheit.
Gwenny findet, dass Madam Rossini aussieht wie eine Schildkröte.

### Sonstige
Leslie Hay
Leslie ist Gwens beste Freundin. Sie lebt mit ihren Eltern in einem Reihenhaus in North Kensington. Leslie hat blonde Haare, viele Sommersprossen und ist sehr clever. Sie steht Gwendolyn in jeder Situation zur Seite. Zu ihr gehört ein Golden Retriever namens Bertie.
Raphael Bertelin
Raphael ist Gideons kleiner Bruder. Er ist 17 Jahre alt, groß, hat blondes Haar und grüne Augen. Raphael lebte bei seiner Mutter in Frankreich, ist dann aber von zu Hause abgehauen und wohnt seitdem in London. Er ist von Leslies Art fasziniert.
James August Peregrin Pimplebottom
James ist der Schulgeist, den nur Gwendolyn sehen kann. Er unterrichtet sie in Umgangsformen des 18. Jahrhunderts. Geboren wurde er am 31. März 1762, stirbt dann jedoch in jungen Jahren an Blattern (Pocken). James trägt Schönheitspflästerchen und eine Perücke.
Xemerius
Xemerius ist ein Wasserspeierdämon, den nur Gwendolyn sehen kann. Er hat Tatzen, Katzenohren, Flügel, einen Schwanz und Reißzähne. Xemerius gibt zu jeder Kleinigkeit seinen Senf dazu, ist aber sonst sehr liebenswert und lustig. Er steht Gwendolyn immer zur Seite.
Mr. W. Bernhard
Mr. Bernhard (Vorname unbekannt, beginnt mit W) ist der Butler im Hause Montrose. Niemand weiß, wer er wirklich ist, Grace bezeichnet ihn als „Großmutters Faktotum“, Lady Arista nennt ihn „einen alten Freund der Familie“. Er hat eine Brille und Eulenaugen. Da Lucy und Paul nach ihrer Flucht in die Vergangenheit im Jahr 1912 den Nachnamen Bernhard tragen und ein weiteres Kind erwarten, kann man ableiten, dass er – aufgrund der zeitlichen Differenz zwischen Vergangenheit und Gegenwart – der Sohn von Gwendolyns Bruder, also Gwendolyns Neffe, ist.

### Vergangenheit
Lady Margret Tilney
Margret Tilney ist eine entfernte Verwandte von Gwendolyn und besitzt ebenfalls ein Zeitreisegen. Sie ist der Jade und der Fuchs. Sie lebte von 1877 bis 1944. Sie ist die Großmutter von Lady Arista. Sie beherbergt Lucy und Paul einige Zeit ab 1912. Sie ist die 8. Person, die das Zeitreise-Gen in sich trägt.
Lucy Montrose
Lucy ist Grace’ Nichte und wurde 1976 geboren. Sie ist die 10. Person, die das Zeitreise-Gen in sich trägt und steht für den Saphir/Luchs. Lucy ist mit 17 von zu Hause weggelaufen und zusammen mit Paul de Villiers in die Vergangenheit geflüchtet. Sie gilt als das schwarze Schaf der Familie, darum wird sie kaum von der Familie erwähnt. Lucy hat rote Haare, große blaue Augen und einen Veilchen-Teint. Außerdem ist sie die leibliche Mutter von Gwendolyn.
Paul de Villiers
Paul wurde 1974 geboren und ist der jüngere Bruder von Falk de Villiers. Er ist die 9. Person, der das Zeitreise-Gen in sich trägt und steht für den Schwarzen Turmalin/Wolf. Er ist zusammen mit Lucy in die Vergangenheit geflüchtet. Paul hat schwarze Haare, bernsteinfarbene Augen und ein Grübchen am Kinn. Er ist Gwendolyns leiblicher Vater.
Robert Leopold Graf von Saint Germain
Der Graf von Saint Germain wurde 1703 geboren und ist der Gründer der Geheimloge. Er ist die 5. Person, welche das Zeitreisegen in sich trägt und steht für den Smaragd/Adler. Er hat schokobraune Augen, trägt eine weiße Perücke und ist groß und schlank. Sein Ziel ist es, dass das Blut aller Zeitreisenden in den Chronografen eingelesen wird. Er kann Gedanken lesen und verfügt über telekinetische Fähigkeiten. Der Graf nimmt das Elixier des Chronografen zu sich und wird damit unsterblich. In der Gegenwart ist er der Geschichtslehrer Mr. Withman.
Miroslav Alexander Leopold Rakoczy
Rakoczy (genannt „der schwarze Leopard“) ist der Seelenbruder des Grafen und ein Vorfahre von Mr. Marley. Er besitzt schwarze Augen, die wie Löcher aussehen und hat eine Schwäche für Rauschmittel. Er kommt aus Transsilvanien und ist ein tapferer Kuruzze.
Lord Lucas Montrose
Lucas ist Grace’ Vater und Gwens Großvater. Er heiratete Lady Arista. Lucas ist ein ehemaliger Großmeister der Loge. Zu Beginn der Handlungen ist er bereits tot, aber er hilft Gwendolyn sehr, wenn sie ihn während ihrer Zeitreisen besucht. Mr. Marleys Großvater ermordete ihn, weil er dem Grafen beinahe auf die Schliche gekommen wäre. Er starb 2004, als Gwendolyn gerade mal zehn Jahre alt war.
Lord Alastair
Lord Alastair ist das Oberhaupt der florentinischen Allianz. Er will Gwen und Gideon, die er für Dämonen hält, töten. Er wird immer von einem Geist begleitet, den Gwendolyn „Darth Vader“ getauft hat.
Conte di Madrone
Er war der Gründer der florentinischen Allianz und geistert jetzt seinem 5. Nachkommen hinterher. Niemand außer Gwendolyn kann ihn sehen oder hören. Sie nennt ihn „Darth Vader“. Er beschimpft Gwendolyn und Gideon als Dämonen und droht, sie zu töten.

## Stammbaum der Figuren
Die leeren Boxen stehen für Figuren, deren Namen nicht erwähnt werden und die an der Handlung nicht aktiv teilnehmen.
|                   |                   |                   |                   |                   |                   |  |  |                        |                        |                        |                        |                        |                        |  |  | Lancelot de Villiers 1560–1607 Bernstein    | Lancelot de Villiers 1560–1607 Bernstein    | Lancelot de Villiers 1560–1607 Bernstein    | Lancelot de Villiers 1560–1607 Bernstein    | Lancelot de Villiers 1560–1607 Bernstein    | Lancelot de Villiers 1560–1607 Bernstein    |  |  |                  |                  |                                       |                                       |                                       |                                       |                                           |                                           |                                           |                                           |                                           |                                           |                                      |                                      |                            |                            |                            |                            |                            |                            |                     |                     |                     |                     |                     |                     |                |                | Elaine Burghley 1562–1580 Opal        | Elaine Burghley 1562–1580 Opal        | Elaine Burghley 1562–1580 Opal        | Elaine Burghley 1562–1580 Opal        | Elaine Burghley 1562–1580 Opal        | Elaine Burghley 1562–1580 Opal        |  |  |                   |                   |                   |                   |                   |                   |  |  |         |         |         |         |                       |                       |                       |                       |                       |                       |                 |                 |                 |                 |  |  |  |  |  |  |  |  |  |  |  |  |
|                   |                   |                   |                   |                   |                   |  |  |                        |                        |                        |                        |                        |                        |  |  | Lancelot de Villiers 1560–1607 Bernstein    | Lancelot de Villiers 1560–1607 Bernstein    | Lancelot de Villiers 1560–1607 Bernstein    | Lancelot de Villiers 1560–1607 Bernstein    | Lancelot de Villiers 1560–1607 Bernstein    | Lancelot de Villiers 1560–1607 Bernstein    |  |  |                  |                  |                                       |                                       |                                       |                                       |                                           |                                           |                                           |                                           |                                           |                                           |                                      |                                      |                            |                            |                            |                            |                            |                            |                     |                     |                     |                     |                     |                     |                |                | Elaine Burghley 1562–1580 Opal        | Elaine Burghley 1562–1580 Opal        | Elaine Burghley 1562–1580 Opal        | Elaine Burghley 1562–1580 Opal        | Elaine Burghley 1562–1580 Opal        | Elaine Burghley 1562–1580 Opal        |  |  |                   |                   |                   |                   |                   |                   |  |  |         |         |         |         |                       |                       |                       |                       |                       |                       |                 |                 |                 |                 |  |  |  |  |  |  |  |  |  |  |  |  |
|                   |                   |                   |                   |                   |                   |  |  |                        |                        |                        |                        |                        |                        |  |  | William de Villiers 1626–1689 Achat         | William de Villiers 1626–1689 Achat         | William de Villiers 1626–1689 Achat         | William de Villiers 1626–1689 Achat         | William de Villiers 1626–1689 Achat         | William de Villiers 1626–1689 Achat         |  |  |                  |                  |                                       |                                       |                                       |                                       |                                           |                                           |                                           |                                           |                                           |                                           |                                      |                                      |                            |                            |                            |                            |                            |                            |                     |                     |                     |                     |                     |                     |                |                | Cecilia Woodville 1628–1684 Aquamarin | Cecilia Woodville 1628–1684 Aquamarin | Cecilia Woodville 1628–1684 Aquamarin | Cecilia Woodville 1628–1684 Aquamarin | Cecilia Woodville 1628–1684 Aquamarin | Cecilia Woodville 1628–1684 Aquamarin |  |  |                   |                   |                   |                   |                   |                   |  |  |         |         |         |         |                       |                       |                       |                       |                       |                       |                 |                 |                 |                 |  |  |  |  |  |  |  |  |  |  |  |  |
|                   |                   |                   |                   |                   |                   |  |  |                        |                        |                        |                        |                        |                        |  |  | William de Villiers 1626–1689 Achat         | William de Villiers 1626–1689 Achat         | William de Villiers 1626–1689 Achat         | William de Villiers 1626–1689 Achat         | William de Villiers 1626–1689 Achat         | William de Villiers 1626–1689 Achat         |  |  |                  |                  |                                       |                                       |                                       |                                       |                                           |                                           |                                           |                                           |                                           |                                           |                                      |                                      |                            |                            |                            |                            |                            |                            |                     |                     |                     |                     |                     |                     |                |                | Cecilia Woodville 1628–1684 Aquamarin | Cecilia Woodville 1628–1684 Aquamarin | Cecilia Woodville 1628–1684 Aquamarin | Cecilia Woodville 1628–1684 Aquamarin | Cecilia Woodville 1628–1684 Aquamarin | Cecilia Woodville 1628–1684 Aquamarin |  |  |                   |                   |                   |                   |                   |                   |  |  |         |         |         |         |                       |                       |                       |                       |                       |                       |                 |                 |                 |                 |  |  |  |  |  |  |  |  |  |  |  |  |
|                   |                   |                   |                   |                   |                   |  |  |                        |                        |                        |                        |                        |                        |  |  | R.L. Graf von St. Germain 1703–1784 Smaragd | R.L. Graf von St. Germain 1703–1784 Smaragd | R.L. Graf von St. Germain 1703–1784 Smaragd | R.L. Graf von St. Germain 1703–1784 Smaragd | R.L. Graf von St. Germain 1703–1784 Smaragd | R.L. Graf von St. Germain 1703–1784 Smaragd |  |  |                  |                  |                                       |                                       |                                       |                                       |                                           |                                           |                                           |                                           |                                           |                                           |                                      |                                      |                            |                            |                            |                            |                            |                            |                     |                     |                     |                     |                     |                     |                |                | Jeanne de Pontcarreé 1705–1755 Citrin | Jeanne de Pontcarreé 1705–1755 Citrin | Jeanne de Pontcarreé 1705–1755 Citrin | Jeanne de Pontcarreé 1705–1755 Citrin | Jeanne de Pontcarreé 1705–1755 Citrin | Jeanne de Pontcarreé 1705–1755 Citrin |  |  |                   |                   |                   |                   |                   |                   |  |  |         |         |         |         |                       |                       |                       |                       |                       |                       |                 |                 |                 |                 |  |  |  |  |  |  |  |  |  |  |  |  |
|                   |                   |                   |                   |                   |                   |  |  |                        |                        |                        |                        |                        |                        |  |  | R.L. Graf von St. Germain 1703–1784 Smaragd | R.L. Graf von St. Germain 1703–1784 Smaragd | R.L. Graf von St. Germain 1703–1784 Smaragd | R.L. Graf von St. Germain 1703–1784 Smaragd | R.L. Graf von St. Germain 1703–1784 Smaragd | R.L. Graf von St. Germain 1703–1784 Smaragd |  |  |                  |                  |                                       |                                       |                                       |                                       |                                           |                                           |                                           |                                           |                                           |                                           |                                      |                                      |                            |                            |                            |                            |                            |                            |                     |                     |                     |                     |                     |                     |                |                | Jeanne de Pontcarreé 1705–1755 Citrin | Jeanne de Pontcarreé 1705–1755 Citrin | Jeanne de Pontcarreé 1705–1755 Citrin | Jeanne de Pontcarreé 1705–1755 Citrin | Jeanne de Pontcarreé 1705–1755 Citrin | Jeanne de Pontcarreé 1705–1755 Citrin |  |  |                   |                   |                   |                   |                   |                   |  |  |         |         |         |         |                       |                       |                       |                       |                       |                       |                 |                 |                 |                 |  |  |  |  |  |  |  |  |  |  |  |  |
|                   |                   |                   |                   |                   |                   |  |  |                        |                        |                        |                        |                        |                        |  |  |                                             |                                             |                                             |                                             |                                             |                                             |  |  |                  |                  |                                       |                                       |                                       |                                       |                                           |                                           |                                           |                                           |                                           |                                           |                                      |                                      |                            |                            |                            |                            |                            |                            |                     |                     |                     |                     |                     |                     |                |                |                                       |                                       |                                       |                                       |                                       |                                       |  |  |                   |                   |                   |                   |                   |                   |  |  |         |         |         |         |                       |                       |                       |                       |                       |                       |                 |                 |                 |                 |  |  |  |  |  |  |  |  |  |  |  |  |
|                   |                   |                   |                   |                   |                   |  |  |                        |                        |                        |                        |                        |                        |  |  | Jonathan de Villiers 1875–1944 Karneol      | Jonathan de Villiers 1875–1944 Karneol      | Jonathan de Villiers 1875–1944 Karneol      | Jonathan de Villiers 1875–1944 Karneol      | Jonathan de Villiers 1875–1944 Karneol      | Jonathan de Villiers 1875–1944 Karneol      |  |  |                  |                  | Timothy de Villiers 1875–1930 Karneol | Timothy de Villiers 1875–1930 Karneol | Timothy de Villiers 1875–1930 Karneol | Timothy de Villiers 1875–1930 Karneol | Timothy de Villiers 1875–1930 Karneol     | Timothy de Villiers 1875–1930 Karneol     |                                           |                                           |                                           |                                           | Mary Elizabeth                       | Mary Elizabeth                       | Mary Elizabeth             | Mary Elizabeth             | Mary Elizabeth             | Mary Elizabeth             |                            |                            | Lord James Montrose | Lord James Montrose | Lord James Montrose | Lord James Montrose | Lord James Montrose | Lord James Montrose |                |                | Margret Tilney 1877–1944 Jade         | Margret Tilney 1877–1944 Jade         | Margret Tilney 1877–1944 Jade         | Margret Tilney 1877–1944 Jade         | Margret Tilney 1877–1944 Jade         | Margret Tilney 1877–1944 Jade         |  |  |                   |                   |                   |                   |                   |                   |  |  |         |         |         |         |                       |                       |                       |                       |                       |                       |                 |                 |                 |                 |  |  |  |  |  |  |  |  |  |  |  |  |
|                   |                   |                   |                   |                   |                   |  |  |                        |                        |                        |                        |                        |                        |  |  | Jonathan de Villiers 1875–1944 Karneol      | Jonathan de Villiers 1875–1944 Karneol      | Jonathan de Villiers 1875–1944 Karneol      | Jonathan de Villiers 1875–1944 Karneol      | Jonathan de Villiers 1875–1944 Karneol      | Jonathan de Villiers 1875–1944 Karneol      |  |  |                  |                  | Timothy de Villiers 1875–1930 Karneol | Timothy de Villiers 1875–1930 Karneol | Timothy de Villiers 1875–1930 Karneol | Timothy de Villiers 1875–1930 Karneol | Timothy de Villiers 1875–1930 Karneol     | Timothy de Villiers 1875–1930 Karneol     |                                           |                                           |                                           |                                           | Mary Elizabeth                       | Mary Elizabeth                       | Mary Elizabeth             | Mary Elizabeth             | Mary Elizabeth             | Mary Elizabeth             |                            |                            | Lord James Montrose | Lord James Montrose | Lord James Montrose | Lord James Montrose | Lord James Montrose | Lord James Montrose |                |                | Margret Tilney 1877–1944 Jade         | Margret Tilney 1877–1944 Jade         | Margret Tilney 1877–1944 Jade         | Margret Tilney 1877–1944 Jade         | Margret Tilney 1877–1944 Jade         | Margret Tilney 1877–1944 Jade         |  |  |                   |                   |                   |                   |                   |                   |  |  |         |         |         |         |                       |                       |                       |                       |                       |                       |                 |                 |                 |                 |  |  |  |  |  |  |  |  |  |  |  |  |
|                   |                   |                   |                   |                   |                   |  |  |                        |                        |                        |                        |                        |                        |  |  |                                             |                                             |                                             |                                             |                                             |                                             |  |  |                  |                  |                                       |                                       |                                       |                                       |                                           |                                           |                                           |                                           |                                           |                                           |                                      |                                      |                            |                            |                            |                            |                            |                            |                     |                     |                     |                     |                     |                     |                |                |                                       |                                       |                                       |                                       |                                       |                                       |  |  |                   |                   |                   |                   |                   |                   |  |  |         |         |         |         |                       |                       |                       |                       |                       |                       |                 |                 |                 |                 |  |  |  |  |  |  |  |  |  |  |  |  |
|                   |                   |                   |                   |                   |                   |  |  |                        |                        |                        |                        |                        |                        |  |  |                                             |                                             |                                             |                                             |                                             |                                             |  |  |                  |                  |                                       |                                       |                                       |                                       |                                           |                                           |                                           |                                           |                                           |                                           |                                      |                                      |                            |                            |                            |                            |                            |                            |                     |                     |                     |                     |                     |                     |                |                |                                       |                                       |                                       |                                       |                                       |                                       |  |  |                   |                   |                   |                   |                   |                   |  |  |         |         |         |         |                       |                       |                       |                       |                       |                       |                 |                 |                 |                 |  |  |  |  |  |  |  |  |  |  |  |  |
|                   |                   |                   |                   |                   |                   |  |  |                        |                        |                        |                        |                        |                        |  |  |                                             |                                             |                                             |                                             |                                             |                                             |  |  |                  |                  |                                       |                                       |                                       |                                       |                                           |                                           |                                           |                                           |                                           |                                           | Madeleine „Maddy“ Montrose           | Madeleine „Maddy“ Montrose           | Madeleine „Maddy“ Montrose | Madeleine „Maddy“ Montrose | Madeleine „Maddy“ Montrose | Madeleine „Maddy“ Montrose |                            |                            | Lord Lucas Montrose | Lord Lucas Montrose | Lord Lucas Montrose | Lord Lucas Montrose | Lord Lucas Montrose | Lord Lucas Montrose |                |                | Arista Bishop                         | Arista Bishop                         | Arista Bishop                         | Arista Bishop                         | Arista Bishop                         | Arista Bishop                         |  |  |                   |                   |                   |                   |                   |                   |  |  |         |         |         |         |                       |                       |                       |                       |                       |                       |                 |                 |                 |                 |  |  |  |  |  |  |  |  |  |  |  |  |
|                   |                   |                   |                   |                   |                   |  |  |                        |                        |                        |                        |                        |                        |  |  |                                             |                                             |                                             |                                             |                                             |                                             |  |  |                  |                  |                                       |                                       |                                       |                                       |                                           |                                           |                                           |                                           |                                           |                                           | Madeleine „Maddy“ Montrose           | Madeleine „Maddy“ Montrose           | Madeleine „Maddy“ Montrose | Madeleine „Maddy“ Montrose | Madeleine „Maddy“ Montrose | Madeleine „Maddy“ Montrose |                            |                            | Lord Lucas Montrose | Lord Lucas Montrose | Lord Lucas Montrose | Lord Lucas Montrose | Lord Lucas Montrose | Lord Lucas Montrose |                |                | Arista Bishop                         | Arista Bishop                         | Arista Bishop                         | Arista Bishop                         | Arista Bishop                         | Arista Bishop                         |  |  |                   |                   |                   |                   |                   |                   |  |  |         |         |         |         |                       |                       |                       |                       |                       |                       |                 |                 |                 |                 |  |  |  |  |  |  |  |  |  |  |  |  |
|                   |                   |                   |                   |                   |                   |  |  |                        |                        |                        |                        |                        |                        |  |  |                                             |                                             |                                             |                                             |                                             |                                             |  |  |                  |                  |                                       |                                       |                                       |                                       |                                           |                                           |                                           |                                           |                                           |                                           |                                      |                                      |                            |                            |                            |                            |                            |                            |                     |                     |                     |                     |                     |                     |                |                |                                       |                                       |                                       |                                       |                                       |                                       |  |  |                   |                   |                   |                   |                   |                   |  |  |         |         |         |         |                       |                       |                       |                       |                       |                       |                 |                 |                 |                 |  |  |  |  |  |  |  |  |  |  |  |  |
|                   |                   |                   |                   |                   |                   |  |  |                        |                        |                        |                        |                        |                        |  |  |                                             |                                             |                                             |                                             |                                             |                                             |  |  |                  |                  |                                       |                                       |                                       |                                       |                                           |                                           |                                           |                                           |                                           |                                           |                                      |                                      |                            |                            |                            |                            |                            |                            |                     |                     |                     |                     |                     |                     |                |                |                                       |                                       |                                       |                                       |                                       |                                       |  |  |                   |                   |                   |                   |                   |                   |  |  |         |         |         |         |                       |                       |                       |                       |                       |                       |                 |                 |                 |                 |  |  |  |  |  |  |  |  |  |  |  |  |
|                   |                   |                   |                   |                   |                   |  |  |                        |                        |                        |                        |                        |                        |  |  |                                             |                                             |                                             |                                             |                                             |                                             |  |  |                  |                  |                                       |                                       |                                       |                                       |                                           |                                           |                                           |                                           |                                           |                                           |                                      |                                      |                            |                            |                            |                            |                            |                            |                     |                     |                     |                     |                     |                     |                |                |                                       |                                       |                                       |                                       |                                       |                                       |  |  |                   |                   |                   |                   |                   |                   |  |  |         |         |         |         |                       |                       |                       |                       |                       |                       |                 |                 |                 |                 |  |  |  |  |  |  |  |  |  |  |  |  |
|                   |                   |                   |                   |                   |                   |  |  |                        |                        |                        |                        |                        |                        |  |  |                                             |                                             |                                             |                                             |                                             |                                             |  |  |                  |                  |                                       |                                       |                                       |                                       |                                           |                                           |                                           |                                           |                                           |                                           | Jane Montrose                        | Jane Montrose                        | Jane Montrose              | Jane Montrose              | Jane Montrose              | Jane Montrose              |                            |                            | Harry Montrose      | Harry Montrose      | Harry Montrose      | Harry Montrose      | Harry Montrose      | Harry Montrose      |                |                | Nicolas Shepherd                      | Nicolas Shepherd                      | Nicolas Shepherd                      | Nicolas Shepherd                      | Nicolas Shepherd                      | Nicolas Shepherd                      |  |  | Grace Montrose    | Grace Montrose    | Grace Montrose    | Grace Montrose    | Grace Montrose    | Grace Montrose    |  |  | Charles | Charles | Charles | Charles | Charles               | Charles               |                       |                       | Glenda Montrose       | Glenda Montrose       | Glenda Montrose | Glenda Montrose | Glenda Montrose | Glenda Montrose |  |  |  |  |  |  |  |  |  |  |  |  |
|                   |                   |                   |                   |                   |                   |  |  |                        |                        |                        |                        |                        |                        |  |  |                                             |                                             |                                             |                                             |                                             |                                             |  |  |                  |                  |                                       |                                       |                                       |                                       |                                           |                                           |                                           |                                           |                                           |                                           | Jane Montrose                        | Jane Montrose                        | Jane Montrose              | Jane Montrose              | Jane Montrose              | Jane Montrose              |                            |                            | Harry Montrose      | Harry Montrose      | Harry Montrose      | Harry Montrose      | Harry Montrose      | Harry Montrose      |                |                | Nicolas Shepherd                      | Nicolas Shepherd                      | Nicolas Shepherd                      | Nicolas Shepherd                      | Nicolas Shepherd                      | Nicolas Shepherd                      |  |  | Grace Montrose    | Grace Montrose    | Grace Montrose    | Grace Montrose    | Grace Montrose    | Grace Montrose    |  |  | Charles | Charles | Charles | Charles | Charles               | Charles               |                       |                       | Glenda Montrose       | Glenda Montrose       | Glenda Montrose | Glenda Montrose | Glenda Montrose | Glenda Montrose |  |  |  |  |  |  |  |  |  |  |  |  |
|                   |                   |                   |                   |                   |                   |  |  |                        |                        |                        |                        |                        |                        |  |  |                                             |                                             |                                             |                                             |                                             |                                             |  |  |                  |                  |                                       |                                       |                                       |                                       |                                           |                                           |                                           |                                           |                                           |                                           |                                      |                                      |                            |                            |                            |                            |                            |                            |                     |                     |                     |                     |                     |                     |                |                |                                       |                                       |                                       |                                       |                                       |                                       |  |  |                   |                   |                   |                   |                   |                   |  |  |         |         |         |         |                       |                       |                       |                       |                       |                       |                 |                 |                 |                 |  |  |  |  |  |  |  |  |  |  |  |  |
|                   |                   |                   |                   |                   |                   |  |  |                        |                        |                        |                        |                        |                        |  |  |                                             |                                             |                                             |                                             |                                             |                                             |  |  |                  |                  |                                       |                                       |                                       |                                       |                                           |                                           |                                           |                                           |                                           |                                           |                                      |                                      |                            |                            |                            |                            |                            |                            |                     |                     |                     |                     |                     |                     |                |                |                                       |                                       |                                       |                                       |                                       |                                       |  |  |                   |                   |                   |                   |                   |                   |  |  |         |         |         |         |                       |                       |                       |                       |                       |                       |                 |                 |                 |                 |  |  |  |  |  |  |  |  |  |  |  |  |
|                   |                   |                   |                   |                   |                   |  |  |                        |                        |                        |                        |                        |                        |  |  |                                             |                                             |                                             |                                             |                                             |                                             |  |  |                  |                  |                                       |                                       |                                       |                                       |                                           |                                           |                                           |                                           |                                           |                                           |                                      |                                      |                            |                            |                            |                            |                            |                            |                     |                     |                     |                     |                     |                     |                |                |                                       |                                       |                                       |                                       |                                       |                                       |  |  |                   |                   |                   |                   |                   |                   |  |  |         |         |         |         |                       |                       |                       |                       |                       |                       |                 |                 |                 |                 |  |  |  |  |  |  |  |  |  |  |  |  |
| Monsieur Bertelin | Monsieur Bertelin | Monsieur Bertelin | Monsieur Bertelin | Monsieur Bertelin | Monsieur Bertelin |  |  | Selina Bertelin        | Selina Bertelin        | Selina Bertelin        | Selina Bertelin        | Selina Bertelin        | Selina Bertelin        |  |  |                                             |                                             |                                             |                                             |                                             |                                             |  |  | Falk de Villiers | Falk de Villiers | Falk de Villiers                      | Falk de Villiers                      | Falk de Villiers                      | Falk de Villiers                      | Paul de Villiers *1974 Schwarzer Turmalin | Paul de Villiers *1974 Schwarzer Turmalin | Paul de Villiers *1974 Schwarzer Turmalin | Paul de Villiers *1974 Schwarzer Turmalin | Paul de Villiers *1974 Schwarzer Turmalin | Paul de Villiers *1974 Schwarzer Turmalin |                                      |                                      | Lucy Montrose *1976 Saphir | Lucy Montrose *1976 Saphir | Lucy Montrose *1976 Saphir | Lucy Montrose *1976 Saphir | Lucy Montrose *1976 Saphir | Lucy Montrose *1976 Saphir | David Montrose      | David Montrose      | David Montrose      | David Montrose      | David Montrose      | David Montrose      | Janet Montrose | Janet Montrose | Janet Montrose                        | Janet Montrose                        | Janet Montrose                        | Janet Montrose                        |                                       |                                       |  |  |                   |                   |                   |                   |                   |                   |  |  |         |         |         |         |                       |                       |                       |                       |                       |                       |                 |                 |                 |                 |  |  |  |  |  |  |  |  |  |  |  |  |
| Monsieur Bertelin | Monsieur Bertelin | Monsieur Bertelin | Monsieur Bertelin | Monsieur Bertelin | Monsieur Bertelin |  |  | Selina Bertelin        | Selina Bertelin        | Selina Bertelin        | Selina Bertelin        | Selina Bertelin        | Selina Bertelin        |  |  |                                             |                                             |                                             |                                             |                                             |                                             |  |  | Falk de Villiers | Falk de Villiers | Falk de Villiers                      | Falk de Villiers                      | Falk de Villiers                      | Falk de Villiers                      | Paul de Villiers *1974 Schwarzer Turmalin | Paul de Villiers *1974 Schwarzer Turmalin | Paul de Villiers *1974 Schwarzer Turmalin | Paul de Villiers *1974 Schwarzer Turmalin | Paul de Villiers *1974 Schwarzer Turmalin | Paul de Villiers *1974 Schwarzer Turmalin |                                      |                                      | Lucy Montrose *1976 Saphir | Lucy Montrose *1976 Saphir | Lucy Montrose *1976 Saphir | Lucy Montrose *1976 Saphir | Lucy Montrose *1976 Saphir | Lucy Montrose *1976 Saphir | David Montrose      | David Montrose      | David Montrose      | David Montrose      | David Montrose      | David Montrose      | Janet Montrose | Janet Montrose | Janet Montrose                        | Janet Montrose                        | Janet Montrose                        | Janet Montrose                        |                                       |                                       |  |  |                   |                   |                   |                   |                   |                   |  |  |         |         |         |         |                       |                       |                       |                       |                       |                       |                 |                 |                 |                 |  |  |  |  |  |  |  |  |  |  |  |  |
|                   |                   |                   |                   |                   |                   |  |  |                        |                        |                        |                        |                        |                        |  |  |                                             |                                             |                                             |                                             |                                             |                                             |  |  |                  |                  |                                       |                                       |                                       |                                       |                                           |                                           |                                           |                                           |                                           |                                           |                                      |                                      |                            |                            |                            |                            |                            |                            |                     |                     |                     |                     |                     |                     |                |                |                                       |                                       |                                       |                                       |                                       |                                       |  |  |                   |                   |                   |                   |                   |                   |  |  |         |         |         |         |                       |                       |                       |                       |                       |                       |                 |                 |                 |                 |  |  |  |  |  |  |  |  |  |  |  |  |
|                   |                   |                   |                   |                   |                   |  |  |                        |                        |                        |                        |                        |                        |  |  |                                             |                                             |                                             |                                             |                                             |                                             |  |  |                  |                  |                                       |                                       |                                       |                                       |                                           |                                           |                                           |                                           |                                           |                                           |                                      |                                      |                            |                            |                            |                            |                            |                            |                     |                     |                     |                     |                     |                     |                |                |                                       |                                       |                                       |                                       |                                       |                                       |  |  |                   |                   |                   |                   |                   |                   |  |  |         |         |         |         |                       |                       |                       |                       |                       |                       |                 |                 |                 |                 |  |  |  |  |  |  |  |  |  |  |  |  |
|                   |                   |                   |                   |                   |                   |  |  | Raphael Bertelin *1994 | Raphael Bertelin *1994 | Raphael Bertelin *1994 | Raphael Bertelin *1994 | Raphael Bertelin *1994 | Raphael Bertelin *1994 |  |  | Gideon de Villiers *1992 Diamant            | Gideon de Villiers *1992 Diamant            | Gideon de Villiers *1992 Diamant            | Gideon de Villiers *1992 Diamant            | Gideon de Villiers *1992 Diamant            | Gideon de Villiers *1992 Diamant            |  |  |                  |                  |                                       |                                       |                                       |                                       |                                           |                                           | Gwendolyn Montrose *07.10.1994 Rubin      | Gwendolyn Montrose *07.10.1994 Rubin      | Gwendolyn Montrose *07.10.1994 Rubin      | Gwendolyn Montrose *07.10.1994 Rubin      | Gwendolyn Montrose *07.10.1994 Rubin | Gwendolyn Montrose *07.10.1994 Rubin |                            |                            |                            |                            |                            |                            |                     |                     |                     |                     |                     |                     |                |                | Nick Shepherd                         | Nick Shepherd                         | Nick Shepherd                         | Nick Shepherd                         | Nick Shepherd                         | Nick Shepherd                         |  |  | Caroline Shepherd | Caroline Shepherd | Caroline Shepherd | Caroline Shepherd | Caroline Shepherd | Caroline Shepherd |  |  |         |         |         |         | Charlotte *07.10.1994 | Charlotte *07.10.1994 | Charlotte *07.10.1994 | Charlotte *07.10.1994 | Charlotte *07.10.1994 | Charlotte *07.10.1994 |                 |                 |                 |                 |  |  |  |  |  |  |  |  |  |  |  |  |

## Der Kreis der zwölf Zeitreisenden
Jedem der Zwölf ist aufgrund seiner individuellen Fähigkeiten ein Edelstein, ein Tier, ein Baum, eine alchimistische Entsprechung und ein Ton zuzuordnen.
| Zeitreisender                                        | Edelstein          | Tier     | Baum      | Alchimistische Entsprechung | Ton im Quintenzirkel | Zahl im Quintenzirkel |
| ---------------------------------------------------- | ------------------ | -------- | --------- | --------------------------- | -------------------- | --------------------- |
| Lancelot de Villiers 1560–1607                       | Bernstein          | Frosch   | Buche     | Calcinatio                  | As                   | 9                     |
| Elaine Burghley 1562–1580                            | Opal               | Eule     | Walnuss   | Putrefactio et mortificio   | A                    | 4                     |
| William de Villiers 1636–1689                        | Achat              | Bär      | Kiefer    | Sublimatio                  | B                    | 11                    |
| Cecilia Woodville 1638–1684                          | Aquamarin          | Pferd    | Ahorn     | Solutio                     | H                    | 6                     |
| Robert Leopold Graf von Saint Germain 1703–1784      | Smaragd            | Adler    | Eiche     | Distillatio                 | C                    | 1                     |
| Jeanne de Pontcarreé/Madame d’Urfé 1705–1755         | Citrin             | Schlange | Ginkgo    | Coagulatio                  | Des                  | 8                     |
| Jonathan und Timothy de Villiers 1875–1944 1875–1930 | Karneol            | Falke    | Apfelbaum | Extractio                   | D                    | 3                     |
| Margret Tilney 1877–1944                             | Jade               | Fuchs    | Linde     | Digestio                    | Es                   | 10                    |
| Paul de Villiers * 1974                              | Schwarzer Turmalin | Wolf     | Eberesche | Ceratio                     | E                    | 5                     |
| Lucy Montrose * 1976                                 | Saphir             | Luchs    | Weide     | Fermentatio                 | F                    | 12                    |
| Gideon de Villiers * 1992                            | Diamant            | Löwe     | Eibe      | Multiplicatio               | Fis                  | 7                     |
| Gwendolyn Shepherd * 1994                            | Rubin              | Rabe     | Birke     | Projectio                   | G                    | 2                     |

## Verfilmungen
Die Verfilmung des ersten Bandes der Trilogie, Rubinrot, kam im März 2013 ins Kino. Die Filmrechte dafür erwarb die Produktionsfirma „schlicht und ergreifend GmbH“ zusammen mit „mem-Film“ (mind’s eye media GmbH). Katharina Schöde schrieb das Drehbuch, als Regisseur wurde Felix Fuchssteiner verpflichtet. Die Wahl der Hauptrollen fiel nach einem breit angelegten Auswahlverfahren auf die Jungschauspieler Maria Ehrich als Gwendolyn, Jannis Niewöhner als Gideon und Laura Berlin als Charlotte. Außerdem wirken bekannte Darsteller wie Veronica Ferres, Axel Milberg, Katharina Thalbach, Kostja Ullmann und Josefine Preuß mit.
Im September 2013 wurde die Produktion des zweiten Teiles Saphirblau angekündigt. Neu zur Besetzung stieß Lion Wasczyk in der Rolle des Raphael. Der Film startete am 14. August 2014 in den deutschen Kinos und ist seit 6. März 2015 auch im Handel erhältlich.
Vom 14. April bis 20. August 2015 liefen die Dreharbeiten für den dritten und letzten Teil der sogenannten „Edelsteintrilogie“. Der Kinostart von Smaragdgrün war am 7. Juli 2016.

## Erfolg
Rubinrot wurde in 27 Sprachen übersetzt, unter anderem in das Englische, Chinesische, Tschechische, Dänische, Französische, Ungarische, Hebräische, Italienische, Japanische, Koreanische, Niederländische, Polnische, Rumänische, Spanische, Thailändische, Türkische und Norwegische. Rubinrot war 54 Wochen lang auf der Spiegel-Bestsellerliste. In Norwegen stieg Saphirblau gleich auf Platz 9 der Bestsellerliste ein. Mehr als zwei Millionen Bücher der Reihe wurden bis Mitte 2014 allein in Deutschland verkauft.

## Trivia
- In Saphirblau wird erwähnt, dass Gideon sich bei einer Zeitreise als „Marquis Welldone“ ausgegeben hat. Tatsächlich war dies eines der Pseudonyme, welches der historische Graf von Saint Germain verwendete.
- Als Gwendolyn in Smaragdgrün von Lord Alastair mit dem Degen verletzt wird, meint Gideon, er hätte ihr dabei die Aorta abdominalis durchbohrt. Die Aorta abdominalis verläuft jedoch mittig, und der Degen traf Gwendolyn unter dem linken Rippenbogen. Das, und die Tatsache, dass Gwendolyn, als sie getroffen wurde, nach Luft rang, sprechen eher dafür, dass Lord Alastair ihr die Lunge durchbohrt hat. Zumal er, da man beim Fechten traditionell von unten nach oben angreift, er in dem Fall die Aorta thoracalis getroffen hätte.